# Nhà Minh xâm lược Đại Ngu
Chiến tranh Đại Ngu – Đại Minh, Chiến tranh Hồ – Minh, hay thường được giới sử học Việt Nam gọi là cuộc xâm lược của nhà Minh, là cuộc chiến của nhà Hồ nước Đại Ngu (Đại Việt) chống lại cuộc xâm lược của nhà Minh (Trung Quốc) dưới triều Minh Thành Tổ từ tháng 4 năm 1406 cho đến tháng 6 năm 1407 khi nhà Minh đánh bại hoàn toàn quân đội nhà Hồ và bắt được Hồ Quý Ly, Hồ Hán Thương.
Năm 1400, Hồ Quý Ly bức vua nhà Trần – Đại Việt nhường ngôi cho mình, lập ra nhà Hồ – Đại Ngu. Hồ Quý Ly đã thực hiện những thay đổi về tiền giấy, hành chính, quân đội, chuyển kinh đô từ Thăng Long về Thanh Hóa... nhằm phát triển Đại Ngu và có thể chống lại một cuộc xâm lược từ nhà Minh. Ba năm sau, nhà Hồ dùng 20 vạn quân để tấn công quốc gia phía Nam là Chiêm Thành, vây kinh đô Chiêm Thành 9 tháng nhưng sau đó rút quân về do thiếu lương thực. Nhà Minh đã cư xử với Chiêm Thành như một đồng minh bằng cách sai 9 chiến thuyền sang cứu, quân thủy nhà Minh và nhà Hồ khi quay về gặp nhau giữa biển nhưng không có xung đột nào xảy ra.
Nhà Minh đã gây sức ép lên nhà Hồ bằng các đòi hỏi về người, lương thực, đất đai, của cải... nhưng nhà Hồ chỉ đáp ứng cho nhà Minh theo cách mà gây ít thiệt hại nhất cho họ. Đến tháng 4 năm 1406, nhà Minh lấy cớ đưa Trần Thiêm Bình về Đại Ngu để mang quân đánh vào ải Lãnh Kinh. Đội quân này bị đánh bại, nhưng nhà Hồ đã mất bốn đại tướng chỉ huy quân các vệ. Ba tháng sau, nhà Minh huy động 215.000 quân, nói phao lên thành 80 vạn quân, chia làm 2 đường tấn công Đại Ngu. Đại Ngu đã không phòng thủ ở biên giới, mà tập trung phòng thủ ở bờ Nam sông Hồng. Quân Minh với sự dẫn đường của các ngụy quan đầu hàng người Việt đã đánh bại Đại Ngu ở trận Mộc Hoàn, sau đó là trận Đa Bang, chiếm được Đông Đô. Quân Minh tiếp tục đánh bại hoàn toàn quân chủ lực của Đại Ngu ở trận Hàm Tử, khiến cho nhà Hồ phải rút lui về Thanh Hóa, và bắt được cha con Hồ Quý Ly, Hồ Hán Thương vào tháng 6 năm 1407, nhà Hồ hoàn toàn chấm dứt.
Nhà Minh đặt ách đô hộ lên nước Việt, họ tự đặt nước Việt trở thành một tỉnh của Trung Quốc, Đại Ngu còn mất đi lãnh thổ mà họ chiếm được của Chiêm Thành trước đó khi Chiêm Thành nhân cơ hội đã đưa quân chiếm lại. Các sử quan người Việt khi biên soạn sách chính sử Đại Việt sử ký toàn thư vào thời Lê sơ ở thế kỷ 15 (xem Ngô Sĩ Liên) và thời Lê – Trịnh ở thế kỷ 17 (xem Phạm Công Trứ) đã không coi nhà Hồ như một triều đại chính thống như một sự phủ nhận về mặt pháp lý của nhà Minh lên lãnh thổ nước Việt. Họ cũng coi Nhà Hậu Trần là một triều đại chính thống từ năm (1407–1414) và tiếp đó là khởi nghĩa của Lê Lợi năm 1418 đã thành lập nên Nhà Hậu Lê như một sự tiếp diễn về mặt lịch sử mà nhà Minh chỉ là lực lượng chiếm đóng tạm thời.

## Bối cảnh

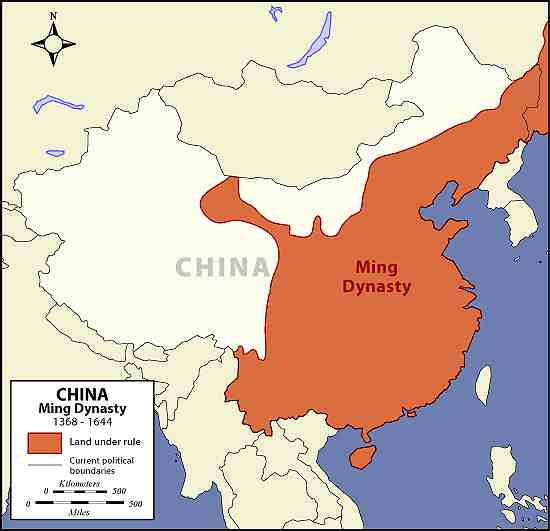
Bản đồ lãnh thổ Trung Quốc dưới thời nhà Minh.

Cuối thế kỷ XIV, nhà Trần kể từ vua Trần Dụ Tông cai trị nước Đại Việt suy yếu nghiêm trọng. Nước Chiêm Thành phía nam nhiều lần tấn công, cướp phá kinh thành Thăng Long, nhà Trần không ngăn cản được, lại thêm trong nước nhiều cuộc khởi nghĩa nổ ra. Ở Trung Quốc, Chu Nguyên Chương đánh thắng người Mông Cổ lập nên nhà Minh, thế lực hùng mạnh. Sau cái chết của vua Trần Duệ Tông tại đất Chiêm Thành cùng thất bại nặng nề tại chiến trường phía nam của nhà Trần năm 1377, Minh Thái Tổ có ý định xâm chiếm Đại Việt. Thái sư triều Minh Lý Thiện Trường can ngăn, vua Minh tạm thôi.

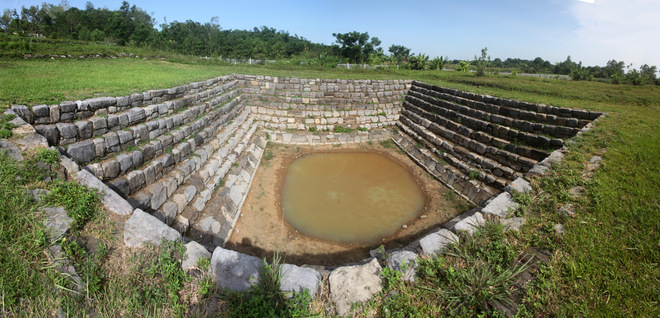
Giếng vua, di tích đàn Giao ở Thanh Hóa, nơi nhà Hồ thực hiện lễ Tế Giao, nghi lễ chỉ dùng cho Thiên tử.

Từ năm 1384, nhà Minh nhiều lần ra yêu sách đòi nhà Trần cống nạp, đòi cung cấp nhà sư, phụ nữ xoa bóp, giống cây hoặc giúp quân lính, lương thực, voi chiến... để đánh người Man ở biên giới Việt – Trung. Nhà Trần đáp ứng các yêu sách đó, có lúc hoàn toàn, hoặc một phần. Năm 1400, Hồ Quý Ly bức vua Trần nhường ngôi. Nhà Hồ thành lập, đổi tên nước thành Đại Ngu. Không lâu sau, vua Hồ Quý Ly nhường ngôi cho con là Hồ Hán Thương để lên làm Thượng hoàng. Nhà Minh tiếp tục ra yêu sách khiến Hồ Hán Thương phải vất vả cung ứng. Dù được đáp ứng nhà Minh vẫn không thôi ý định đánh chiếm nước Đại Ngu để biến trở thành quận huyện như các thời Bắc thuộc trước đây. Ngược lại sau khi lên ngôi, vua Hồ Hán Thương năm 1402 cho đắp đàn Giao ở núi Đốn Sơn để làm lễ Tế giao, một nghi lễ chỉ dùng cho thiên tử, hàm ý nước Việt ngang hàng với Trung Quốc.
Từ năm 1403, nhà Minh sai những người bị nhà Trần mang cống nạp sang phương Bắc trước đây, vốn thông thạo đường sá ở Đại Ngu, như Nguyễn Toán, Từ Cá, Nguyễn Tông Đạo trở về do thám tình hình và chuẩn bị làm nội ứng. Họ bí mật dặn người nhà:
Nếu có quân phương Bắc sang thì dựng cờ vàng và nhận là người thân của nội quan có họ tên mỗ... thì sẽ không bị giết hại.
Tuy nhiên việc này bị nhà Hồ phát hiện và bắt giết hết các thân thuộc của mấy người do thám cho nhà Minh.
Trong khi bị nhà Minh uy hiếp ở phía Bắc, nhà Hồ liên tục mở mặt trận phía nam để mở rộng đất đai từ Chiêm Thành. Sau khi buộc vua Chiêm dâng Chiêm Động và Cổ Lũy để lập ra 4 châu Thăng, Hoa, Tư, Nghĩa vào năm 1402, sang năm 1403, Hồ Hán Thương lại tiếp tục đánh Chiêm. Tướng Phạm Nguyên Khôi nhanh chóng tiến đến bao vây kinh thành Chà Bàn của Chiêm Thành. Trong tình thế nguy cấp, vua Chiêm bèn sai sứ cầu cứu nhà Minh. Minh Thành Tổ điều 9 thuyền chiến vượt biển sang cứu Chiêm.
Phạm Nguyên Khôi vây hãm Chà Bàn trong 9 tháng nhưng không hạ được. Quân Đại Ngu hết lương, đành phải rút về. Quân nhà Hồ về nửa đường gặp quân Minh ngoài biển. Tướng Minh sai người nói với Nguyên Khôi "nên rút quân về ngay, không nên ở lại". Nguyên Khôi không giao chiến với quân Minh mà rút về nước, bị Hồ Quý Ly trách sao không giết hết thủy quân nhà Minh.
Năm 1404, thổ quan châu Tư Minh của nhà Minh là Hoàng Quảng Thành tâu với vua Minh Thành Tổ (Chu Đệ) rằng Lộc Châu nguyên là đất cũ của châu Tư Minh. Minh Thành Tổ sai người sang Đại Ngu đòi trả lại đất Lộc Châu cho châu Tư Minh, nhưng Hồ Quý Ly không nghe. Năm 1405, Chu Đệ lại sai sứ thần sang đòi, Quý Ly không thể từ chối, bèn sai Hoàng Hối Khanh sung làm Cát địa sứ để giao đất. Hối Khanh đem đất 59 thôn ở Cổ Lâu trả cho nhà Minh. Khi Hối Khanh trở về, Hồ Quý Ly quở trách đã trả đất quá nhiều.
Sau đó, những thổ quan do nhà Minh đặt ra để giữ đất mới nhượng ấy, Quý Ly ngầm sai người bản thổ đánh thuốc độc cho chết. Theo tội thứ 12 trong hịch kể tội của nhà Minh, nhà Hồ cho xâm chiếm Lộc Châu, châu Tây Bình và trại Vĩnh Bình thuộc châu Tư Minh, và khi nhà Minh cho người đòi lại, nhà Hồ chỉ trả lại chưa đến 2, 3 phần 10 vùng đất đã chiếm.
Sau khi cuộc chiến Việt-Chiêm tạm lắng cuối thời Trần, nhiều thổ hào ở Nghệ An, Tân Bình, Thuận Hóa và các tướng từng theo Chiêm Thành đều bị hạ lệnh bắt để trị tội. Trong số đó có một người là Trần Tông. Một người gia nô của Trần Tông là Trần Khang trốn sang Lào, đổi tên là Thiêm Bình. Đến năm 1400, nhân sự kiện Hồ Quý Ly cướp ngôi nhà Trần, lập ra nhà Hồ, Khang mạo xưng là con của Trần Nghệ Tông, chạy sang Trung Quốc cầu viện nhà Minh đánh báo thù.
Năm 1404, nhà Minh sai Lý Ỷ sang hỏi nhà Hồ về việc Trần Thiêm Bình. Lý Ỷ đến công quán sai người do thám tình hình Đại Ngu. Khi Lý Ỷ trở về, Hồ Quý Ly mới phát hiện ý đồ do thám, bèn sai Phạm Lục Tài đuổi theo giết đi, nhưng đến Lạng Sơn thì Ỷ đã ra khỏi biên giới. Lý Ỷ đi thoát về Trung Quốc, tâu với Minh Thành Tổ rằng họ Hồ xưng đế và ngạo mạn. Sau khi Lý Ỷ về, Hồ Hán Thương sai Nguyễn Cảnh Chân dâng biểu tạ tội và xin rước Trần Thiêm Bình về nước và tôn làm chúa. Minh Thành Tổ hứa phong cho Hồ Hán Thương một quận lớn nếu chịu quy phục.

## Chuẩn bị lực lượng của hai bên

### Nhà Minh

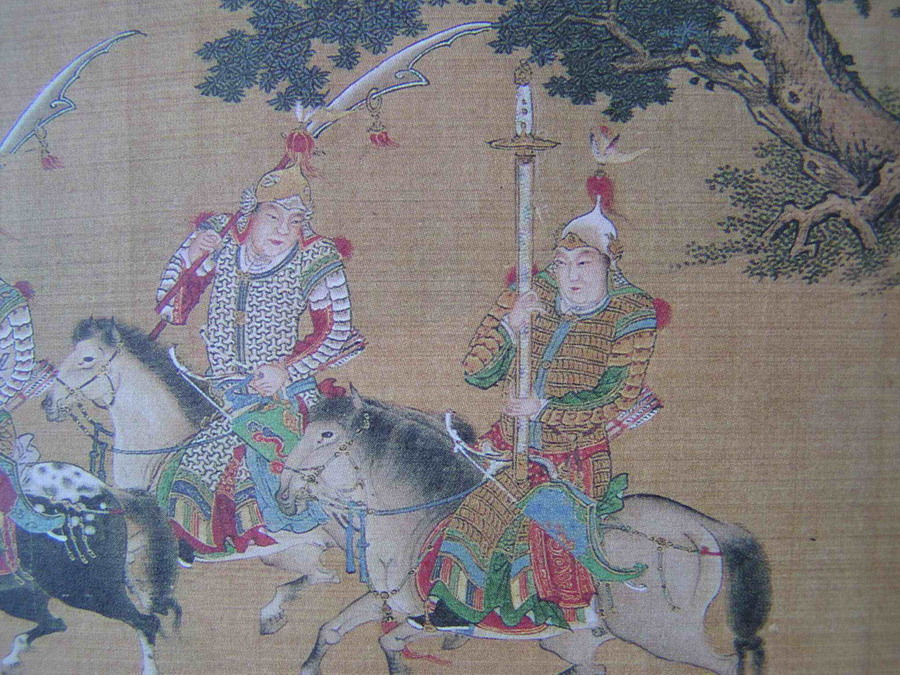
Tranh vẽ kỵ binh nhà Minh

Để chuẩn bị lực lượng đánh Đại Ngu, Minh Thành Tổ cho điều động lực lượng từ Nam Kinh, theo đường thủy xuống hội binh với các lực lượng đang tập trung tại Quảng Tây, gồm 95.000 quân từ các tỉnh Chiết Giang, Giang Tây, Quảng Đông, Quảng Tây, Hồ Quảng, cộng với 10.000 kỵ binh và bộ binh từ các đơn vị cấm binh, 30.000 thổ binh từ Quảng Tây. Nhà Minh cũng huy động chuẩn bị tác chiến 75.000 quân kỵ binh và bộ binh từ Vân Nam, Quý Châu, Tứ Xuyên. Các xứ Vân Nam và Quảng Tây được lệnh mỗi xứ phải chuẩn bị 20 vạn thạch lương (một thạch khoảng 60 kg) cung ứng cho quân. Vân Nam cũng được lệnh huy động 10.000 quân tiếp viện. Có khoảng một phần mười binh lính Minh được trang bị hỏa khí. Nhà Minh phao tin quân viễn chinh được điều động lên đến 80 vạn quân, nhưng theo Whitmore, có lẽ quân Minh thực tế khoảng 215.000 quân.
Quân Minh khi sang đến Đại Ngu cũng đóng thuyền chiến để chuẩn bị đánh đường thủy. Với danh nghĩa "phù Trần diệt Hồ", Quân Minh cũng được hỗ trợ bởi một số lực lượng người Việt giúp đỡ, như Đèo Cát Hãn, thổ ty châu Ninh Viễn (nay là Lai Châu) xin dẫn 4.000 bộ thuộc theo đánh giúp. Nhà Minh còn mang vàng bạc, lụa gấm vào Champa dụ Champa giúp sức, và hạ lệnh đưa 600 quân tinh nhuệ từ Quảng Đông vượt biển vào Champa để chặn đường vua tôi nhà Hồ bỏ chạy.
Nhà Minh phao tin đạo quân viễn chinh đông tới 80 vạn người, nhưng có lẽ đây chỉ là con số phóng đại để khuếch trương thanh thế, vì theo số liệu năm 1392, tổng binh lực nhà Minh gồm 16.489 chỉ huy, 1.198.434 binh sĩ và 45.080 ngựa, khó có thể huy động đến {\displaystyle {\frac {2}{3}}} lực lượng chỉ để dồn vào chiến trường An Nam, trong khi vẫn phải lo đến vấn đề nội loạn và phòng giữ phía Bắc khỏi quân Mông Cổ.

### Nhà Hồ

#### Lực lượng
Hồ Hán Thương điều động thêm quân trong nước. Tháng 9 năm 1404, ông định ra Nam ban và Bắc ban, chia làm 12 vệ; quân Điện hậu đông và quân Điện hậu tây chia làm 8 vệ; mỗi vệ 18 đội, mỗi đội 18 người. Đại quân thì 30 đội, trung quân 20 đội, mỗi dinh 15 đội, mỗi đoàn 10 đội; Cấm vệ đô có 5 đội. Tất cả chịu sự chỉ huy của Đại tướng quân. Các sách sử ở Việt Nam đều không có số liệu về tổng số quân lính dưới thời nhà Hồ, chỉ biết rằng trong chiến dịch xâm lược Chiêm Thành năm 1403, nhà Hồ đã huy động 20 vạn quân:  Gia phong Phạm Nguyên Khôi làm Đại tướng quân hai vệ Thiên Ngưu và Phụng Thần, chỉ huy quân Long Tiệp, hành thủy quân đô tướng; Hồ Vấn làm phó. Đỗ Mã chỉ huy các quân Thiên Cương; Đỗ Nguyên Thác làm phó. Quân thủy bộ cộng 20 vạn người đều theo tiết chế của Nguyên Khôi.

#### Vũ khí
Nhà Hồ bí mật cho đóng chiến thuyền. Năm 1404, Hồ Hán Thương cho làm thuyền đinh sắt để phòng quân Minh, lấy tiếng là tàu tải lương. Tháng 6 năm 1404, Hồ Hán Thương đặt 4 kho quân khí, lấy người giỏi bất kể là quan hay dân vào làm việc.

#### Phòng thủ nơi hiểm yếu

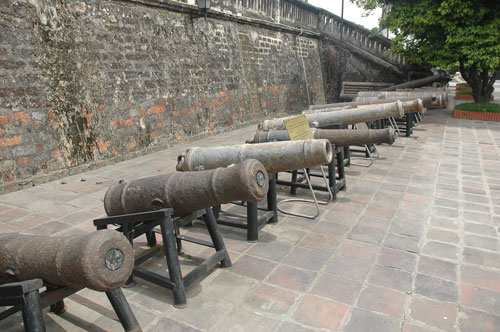
Súng thần cơ thương pháo thời nhà Hồ.

Nhà Hồ chú trọng phòng thủ dọc sông Cái, sông Thao, sông Đà, cho dựng rào gỗ dọc sông. Tại các cửa biển cũng cho đóng cọc gỗ để phòng bị tấn công. Nhà Hồ tập trung đắp thành Đa Bang vì dự tính đây là điểm xung yếu nhất khi có chiến sự. Hệ thống rào gỗ và thành liền nhau hơn 900 dặm. Tháng 9 năm 1405, Hồ Hán Thương còn sai đóng cọc giữ cửa sông Bạch Hạc để ngăn quân địch tiến đến theo đường Tuyên Quang. Đích thân Thượng hoàng Hồ Quý Ly cùng Hồ Hán Thương đi xem xét núi sông và cửa biển để phòng nơi hiểm yếu. Đồng thời nhà Hồ còn lệnh cho dân các lộ phía bắc thực thi kế "vườn không nhà trống", nhổ bỏ hết lúa khi quân Minh kéo sang để làm tuyệt lương địch.

#### Ngoại giao
Dù tăng cường phòng thủ, nhà Hồ vẫn sai sứ sang xin giảng hoà để tránh việc binh đao. Tháng 7 năm 1405, nhà Hồ sai Phạm Canh và Lưu Quang Đình đi sứ. Nhà Minh giữ Phạm Canh lại, cho Quang Đình về nước. Nỗ lực ngoại giao của nhà Hồ thất bại và chiến tranh đến rất gần.

## Diễn biến cuộc chiến

### Quân Minh tiến quân sang lần thứ nhất
Tháng 4 năm 1406, lấy cớ đưa Trần Thiêm Bình về nước, nhà Minh sai Hàn Quan và Hoàng Trung mang quân hộ tống để lập Trần Thiêm Bình làm vua. Minh thực lục chép quân số đội quân của Hoàng Trung là 5.000, nhưng theo Đại Việt Sử ký Toàn thư thì Hoàng Trung có tới 100.000 quân.
Ngày 8 tháng 4 âm lịch, Hoàng Trung đánh vào cửa Lãnh Kinh. Tả Tướng quốc Hồ Nguyên Trừng dẫn hai cánh quân thủy bộ Đại Ngu đụng độ với quân Minh. Sáng hôm đó, các quân thủy bộ giao chiến. Theo Đại Việt Sử ký Toàn thư, quân Đại Ngu thấy quân Minh ít hơn nên khinh suất, để bị đánh bại với tổn thất nặng nề. Nhị vệ đại tướng Phạm Nguyên Khôi, tướng chỉ huy quân Chấn Cương là Chu Bỉnh Trung, tướng chỉ huy quân Tam Phụ là Trần Huyên Huyên, Tả Thần Dực quân Trần Thái Bộc đều thua chết. Tả Tướng quốc Trừng bỏ thuyền lên bờ, suýt bị vây, có người vội dìu xuống thuyền thoát được.
Nhưng đúng lúc đó, tướng Tả Thánh Dực quân Hồ Vấn mang quân từ Vũ Cao (Bắc Giang) đánh úp quân Minh. Hoàng Trung không chống nổi, đến đêm bèn rút quân về. Song các tướng Đại Ngu là Hồ Xạ và Trần Đĩnh mang quân đóng chặn ở ải Chi Lăng. Quân Minh bị mất đường về, buộc phải chấp nhận giao nộp Trần Thiêm Bình và sai Cao Cảnh đưa hàng thư, đề nghị mở đường cho về nước:
"Quan Tổng binh Hoàng sai tiểu nhân tới đây trình bày ngài biết việc này: Trước vì Thiêm Bình chạy sang triều đình tâu rằng hắn chính là con của quốc vương An Nam, vì thế mới sai đại binh sang chiêu dụ. Không ngờ trăm họ xứ này đều không phục, rõ ràng là hắn nói bậy. Nay lui quan quân về tâu với triều đình thì bị quan ải dọc đường ngăn giữ, nghẽn lối không qua được. Nay đem Thiêm Bình tới nộp, xin thả cho đi thì may lắm".
Hồ Xạ nhận hàng thư, bằng lòng nhận Thiêm Bình và mở vòng vây cho quân Minh rút lui. Quân Đại Ngu bắt được nhiều tù binh, đưa vào Nghệ An cho làm ruộng. Trần Thiêm Bình bị mang về xử lăng trì. Trần Thiêm Bình bị giết khiến nhà Minh tức giận và quyết định tiến đánh nhà Hồ.

### Đại quân Minh tiến sang
Sau chiến thắng, Hồ Hán Thương thưởng công cho mỗi người 3 tư, các quan văn võ dâng biểu mừng, ông không nhận. Khi quân Minh mới vào, Đại Ngu ra lệnh cho nhân dân vùng biên giới phá bỏ hết lúa má; các xứ Lạng Châu, Vũ Ninh, Bắc Ninh, Gia Lâm, Tam Đái đều nghiêm chỉnh làm vườn không nhà trống, nay phục lại nghiệp cũ. Hồ Hán Thương sai An phủ sứ Tam giang Trần Cung Túc sang nhà Minh cầu hòa, giải thích về việc Trần Thiêm Bình, nhà Minh đã giữ toàn bộ những người này cho đến khi kết thúc cuộc chiến mới cho về.
Hồ Quý Ly bổ thêm hương quân, lấy người có phẩm tước tạm trông coi. Chiêu mộ những người vong mệnh làm quân dũng hãn, đặt các chức bách hộ, thiên hộ để cai quản. Tháng 7, năm 1406, Hồ Hán Thương sai lệnh cho các lộ đóng cọc gỗ ở phía nam sông Cái, từ thành Đa Bang đến Lỗ Giang và từ Lạng Châu đến Trú Giang để làm kế phòng thủ. Lại lệnh cho dân vùng Tam Đái, Bắc Giang tích trữ lương thực, vượt sông sang làm nhà cửa ở chỗ đất hoang, chuẩn bị di cư đến đó.
Ban đầu, Minh Thành Tổ Chu Đệ ra lệnh cho Thành quốc công Chu Năng làm Chinh di Đại tướng quân, Tín Thành hầu Trương Phụ làm hữu phó tướng, Tây Bình hầu Mộc Thạnh làm tả phó tướng, phối hợp tiến quân. Tới tháng 11 năm 1406, Chu Năng bị nhiễm bệnh chết khi mới tới Long Châu, quyền thống lĩnh về tay Trương Phụ.
Tháng 9 năm 1406, nhà Minh sai hai đạo quân xâm lược Đại Ngu. Đạo quân thứ nhất do Chinh Di phó tướng quân Tân Thành hầu Trương Phụ, Tham tướng Huỳnh Dương bá Trần Húc chỉ huy, đánh vào cửa ải Pha Lũy (cửa khẩu Hữu Nghị ngày nay), cứ một toán mai phục, một toán hành quân, thay phiên ứng cứu lẫn nhau. Đạo quân thứ hai do Chinh Di tả phó tướng quân Tây Bình hầu Mộc Thạnh, Tham hữu tướng quân Đô đốc đồng tri Phong Thành hầu Lý Bân chỉ huy, đánh vào cửa ải Phú Lệnh, xẻ núi, chặt cây mở đường tiến quân.. Đại Việt địa dư toàn biên của Nguyễn Văn Siêu trích dẫn Minh sử và chép về ải Dã Bồ trong lần Mộc Thạnh sang đánh Đại Ngu năm 1406 rằng: "野蒲隘在府西北,沐晟討安南自雲南蒙自縣經野蒲斬木通道攻奪猛烈柵華關隘,賊徒悉奔,晟進築壘於桃江(洮江)北岸造舟渡白鶴是也。" (Dã Bồ ải tại phủ tây bắc, Mộc Thạnh thảo An Nam tự Vân Nam Mông Tự huyện kinh Dã Bồ trảm mộc thông đạo công đoạt Mãnh Liệt sách Hoa Quan ải, tặc đồ tất bôn, Thạnh tiến trúc lũy ư Đào giang (桃江) [Thao giang (洮江)] bắc ngạn tạo chu độ bạch hạc thị dã。) "Cửa ải Dã Bồ. Cửa ải này ở tây bắc phủ Giao Châu, Mộc Thạnh đi đánh An Nam từ huyện Mông Tự, tỉnh Vân Nam qua Dã Bồ, đẵn cây mở đường đánh cướp trại Mãnh Liệt, cửa ải Hoa Quan, lũ giặc (An Nam) chạy cả. Thạnh tiến quân đắp lũy ở bờ bắc sông Đào (sông Thao), đóng thuyền sang sông Bạch Hạc, là đi qua cửa ải Dã Bồ này."
Minh sử cảo thì chép: "西平侯征安南,取道於此蓮花灘之外即交荒外。" (Tây Bình hầu (西平侯) chinh An Nam (安南) thủ đạo ư thử Liên Hoa than (蓮花灘) chi ngoại, tức Giao hoang ngoại。), "Mộc Thạch chinh phục nước An Nam (Đại Ngu), đi qua con đường bên kia Liên Hoa Than, tức vùng biên ngoại hoang vu của Giao Chỉ".

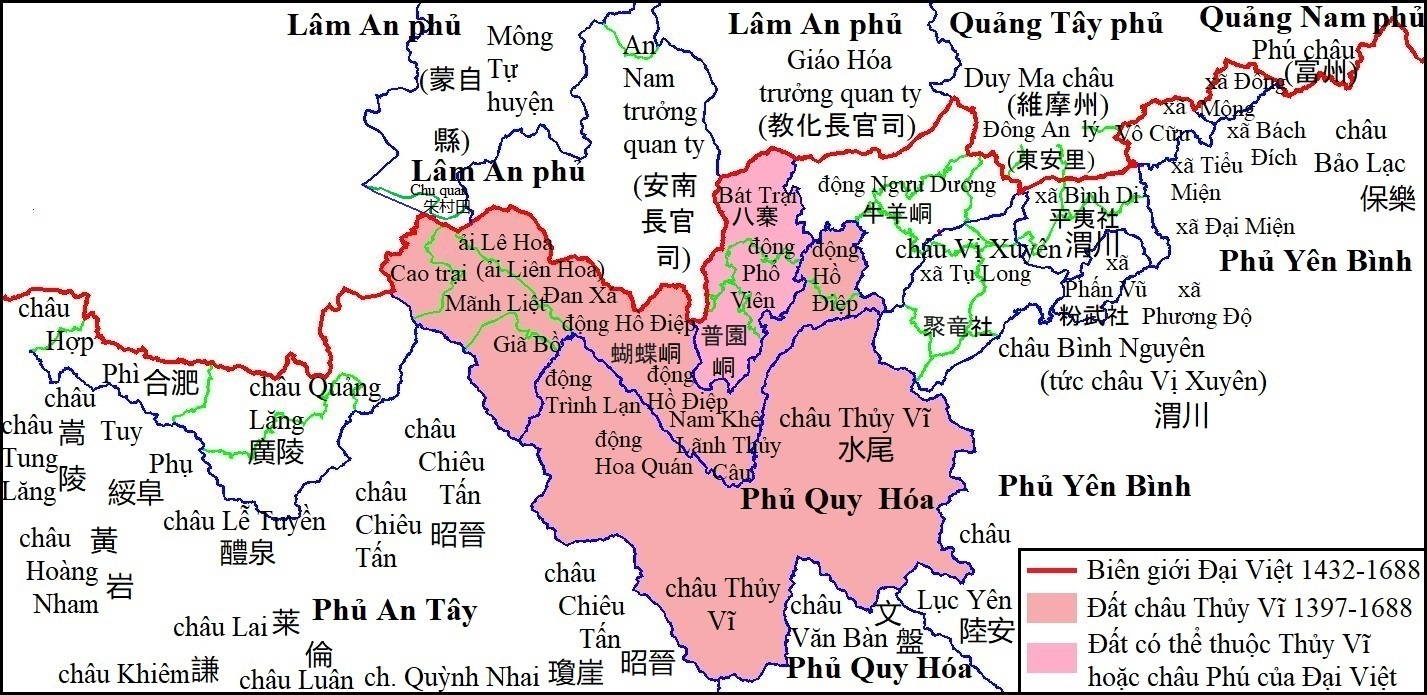
Bản đồ châu Thủy Vĩ thời kỳ 1397 – 1688, trên vùng biên giới Đại Việt – Đại Minh 1428-1644, và biên giới Đại Việt – Đại Thanh 1644-1688.

Về sách lược của Đại Ngu, viên hàng tướng Chiêm Thành Bố Đông khuyên với Hồ Quý Ly nên đưa quân lên biên giới đón đánh ngay quân Minh, không cho tiến sâu vào, để quân Minh ỷ vào trường binh và thông được đường tiến quân, nhưng các tướng không nghe. Theo K.W Taylor, nhà Hồ đã từ bỏ phần lớn khu vực Đông Kinh (Thăng Long) và phòng thủ ở bờ nam sông Hồng.
Đến tháng 11, quân Minh không gặp sự kháng cự nào đáng kể, hai đạo quân hội quân ở Bạch Hạc, bày doanh trại ở bờ bắc sông Cái đến tận Trú Giang. Theo Minh thực lục, ngày 19 tháng 11 năm 1406, Trương Phụ từ Bằng Tường tiến quân sang đánh nhà Hồ.
Trương Phụ và Mộc Thạnh dùng danh nghĩa "Phù Trần diệt Hồ", viết bảng văn kể tội nhà Hồ và tìm con cháu nhà Trần để phục vị, cho thả theo dòng sông.
Nội dung bảng văn kể 22 tội của Hồ Quý Ly, gồm có 8 nội dung lớn:
1. Cướp ngôi, giết vua và tông thất nhà Trần (2 tội).
2. Coi nước và nhân dân như thù địch (3 tội).
3. Tự tiện đổi họ Lê sang họ Hồ (1 tội).
4. Lừa gạt triều đình nhà Minh (trong vụ Trần Thiêm Bình) (3 tội).
5. Đánh chiếm và khống chế vùng Tư Minh, Ninh Viễn (5 tội).
6. Đánh Chiêm Thành là nước đã thần phục nhà Minh (6 tội).
7. Không theo lịch Trung Quốc, tự đổi tên nước (1 tội)
8. Khinh nhờn, không kính trọng nhà Minh (1 tội).

Theo Minh thực lục, có 20 tội lớn của họ Hồ:
Ngày hôm đó, Phó tướng chinh phạt An Nam là Tân Thành hầu Trương Phụ (張輔) cùng các tướng lĩnh dẫn quân xuất phát từ Bằng Tường (憑祥), vượt qua cửa ải Pha Lũy (坡壘關), làm lễ vọng tế núi sông trong lãnh thổ An Nam (安南), cáo tội Lê tặc giết vua, bạo ngược với dân, xâm phạm cả trong lẫn ngoài.
Lệnh cho Đô đốc đồng tri Hàn Quán (韓觀) đóng quân dưới ải, chỉ huy quân chính quy và quân địa phương các nơi như Quảng Tây vận chuyển lương thực, sửa đường, đốn gỗ, tu sửa cầu cống, điều động quân đi tuần tra. Sai tướng Ưng Dương (鷹楊) và Đô đốc thiêm sự Lữ Nghị (呂毅) làm tiền quân tiến đến Ải Tấn Quan (晉關 hoặc Ải Lưu quan 留關).
Quân giặc hơn 30.000 người dựa núi lập đồn, đào hào phòng thủ, dùng tên độc, đá lăn, gỗ bắn để chống giữ. Lữ Nghị chỉ huy quân tấn công, dùng khiên che chắn mà xông lên, chém đầu 40 tên, bắt sống hơn 60 tên, quân giặc tan rã, đại quân vượt ải, để lại quân trấn giữ. Trương Phụ truyền đạt ý chỉ của vua, ban hịch cho quan lại, quân dân An Nam rằng:
An Nam gần kề Trung Quốc, từ khi Thái Tổ Cao Hoàng Đế (太祖高皇帝) nhận thiên mệnh thống nhất thiên hạ, vua Trần Nhật Khuể (陳日煃) đi đầu quy thuận, được ban tước và ân huệ, truyền nối tông thống nhiều năm. Tên giặc Lê Quý Ly (黎季犛) và con là Lê Thương (黎蒼) vốn là thần tử, chuyên quyền lâu ngày, ôm lòng dòm ngó, cuối cùng giết vua cướp ngôi. Quý Ly đổi tên thành Hồ Nhất Nguyên (胡一元), con là Hồ Đê (胡𡗨), giả danh thông gia, càng thêm lộng quyền, tự tay giết vua, diệt cả hoàng tộc, gây bạo ngược khắp nước, đến cỏ cây chim thú cũng không yên, trời đất quỷ thần đều phẫn nộ.
Vua (Chu Đệ) lên ngôi, ôm đức viễn nhân, cha con Lê tặc sai sứ vào triều, giả vờ xin lệnh, xưng là tông tộc họ Trần đã tuyệt, tự nhận là cháu rể tạm quyền quốc sự. Triều đình lấy thành tín đối đãi, không nghi ngờ gian trá. Sau, (Trần Thiên Bình) cháu vua An Nam bị ép phải trốn sang Lào, rồi đến kinh đô tố cáo tội ác. Ban đầu triều đình chưa tin, sau nhờ sứ An Nam nhận ra người thật, mới tin là không giả, thương xót an ủi, không quên cố chủ, bèn ban ấn thư dụ bảo, định khởi binh.
Cha con Lê tặc biết vua còn hậu duệ, sợ thiên binh giáng tội, sai sứ dâng lời xin tha, giả vờ muốn rước về nước để phụng sự. Triều đình tin tưởng, bỏ qua lỗi cũ, cho cơ hội làm lại, sai sứ đưa 5.000 quân hộ tống về nước. Nhưng cha con Lê tặc ôm lòng phản trắc, đặt phục binh chặn giết thiên binh, bắt giết cháu vua An Nam, sứ giả báo tin, vua nổi giận, đặc lệnh điều 800.000 quân chinh phạt nghịch tặc.
Cuộc chinh phạt này nêu rõ tội trạng:
1. Hai lần giết vua An Nam để chiếm nước.
2. Giết gần hết con cháu họ Trần.
3. Không theo chính thống triều đình, tự đổi quốc hiệu, xưng tôn hiệu, đặt niên hiệu.
4. Đối xử dân như kẻ thù, hình phạt tàn bạo, giết người vô tội, thuế khóa nặng nề, khiến dân khốn cùng.
5. Vốn họ Lê, phản tổ tiên, tự ý đổi họ.
6. Dựa vào quan hệ với họ Trần, giả danh tạm quyền, lừa triều đình.
7. Biết có hậu duệ vua, xin rước về nước, được tha lỗi cũ, nhưng lại bày mưu cản trở thiên binh, giết sứ giả.
8. Cháu vua bị ép trốn, sống sót trở về, được vua thương xót, cấp dưỡng, hộ tống về nước, nhưng lại bị giết.
9. Chiếm 7 trại của châu Ninh Viễn (寧遠州), giết bắt dân chúng.
10. Giết thổ quan Lực Cát Hãn (力吉罕) và con rể Lực Mãn (力猛慢), bắt con gái làm nô, ép thu bạc, sai phái đủ đường.
11. Ép các thổ quan các nơi phục dịch, phát binh bắt dân, khiến dân chạy tán loạn.
12. Chiếm đất phủ Tư Minh (思明府), châu Lộc (錄州), châu Tây Bình (西平州), trại Vĩnh Bình (永平寨), khi triều đình sai sứ đòi lại thì nói dối, trả không đủ.
13. Sau khi trả đất lại sai quân chiếm châu Tây Bình, giết quan triều đình, mưu xâm lược Quảng Tây.
14. Vua Chiêm Thành (占城) là Chiêm Ba Đích Lại gặp tang cha, Lê tặc nhân đó đem quân đánh chiếm Cựu Châu Cách Liệt (舊州格列).
15. Lại đánh chiếm 4 châu của Chiêm thành là Bản Đạt Lang, Bạch, Hắc, vơ vét dân chúng, gia súc.
16. Đem quân đánh Chiêm Thành, bắt hơn 100 con voi, chiếm đất Chiêm Sa Ly Nha (占沙離牙).
17. Chiêm Thành là phiên thần của Trung Quốc, đã nhận ấn phục triều đình, Lê tặc lại tự chế ấn vàng bạc, mũ miện, đai ngọc để ép vua Chiêm nhận.
18. Vua Chiêm tôn trọng Trung Quốc, không coi trọng An Nam, nên bị đánh hai lần trong một năm.
19. Thiên sứ cùng sứ Chiêm đến nước, bị Lê tặc đem quân cướp ở cảng Thi Bi Nại (尸毘柰).
20. Triều cống Trung Quốc không sai quan đi kèm, lại dùng tội nhân giả làm sứ giả, lừa dối bất kính.

Đó là những tội lớn, còn nhiều điều chưa kể hết. Cha con Lê tặc tội không thể dung, các nước đều chịu khổ lâu năm, đáng thương xót. Thiên binh đến là để cứu dân khỏi khổ, phục hồi tông miếu họ Trần, đã nghiêm lệnh tướng sĩ không được xâm phạm, dân cứ yên ổn như cũ, không nên hoảng sợ.
Quan lại bị ép theo, không phải tự nguyện, cứ yên tâm làm việc, không bị xử tội. Ai từng đồng mưu, nay biết hối cải, quay về phục tùng, cũng được tha thứ, giữ nguyên chức cũ. Người các nước đang buôn bán ở An Nam hoặc bị giam giữ, đều có thể đến quân doanh trình bày, sẽ được hộ tống về nước. Ai muốn ở lại buôn bán thì được phép.

Ai bắt sống cha con Lê tặc, giao nộp cho quân doanh, sẽ được trọng thưởng. Ai ngoan cố giúp giặc, chống lệnh, sẽ bị thiên binh quét sạch. Khi bắt được cha con Lê tặc, sẽ triệu tập quan lại, tướng sĩ, người già nước An Nam, chọn con cháu họ Trần phục vị, giải oan dưới đất, cứu dân trong nước, trên để đáp lòng vua, dưới để thỏa nguyện dân.
Quân nhà Hồ trông thấy bảng văn, lại chán ghét chính sự hà khắc của nhà Hồ nên không có lòng chống quân Minh. Các tướng Mạc Thúy, Nguyễn Huân đem 10.000 quân ra hàng quân Minh và được phong chức. Theo Đại Việt sử ký toàn thư, những người bất đắc chí với nhà Hồ bao gồm Mạc Địch, Mạc Thúy, Mạc Viễn, Nguyễn Huân đã đón hàng quân Minh, đều được nhà Minh phong quan chức.
Quân Đại Ngu đóng quân đối diện với doanh trại quân Minh, quân ở sông Cái theo sự tiết chế của Tả Tướng quốc Hồ Nguyên Trừng, quân ở Trú Giang theo sự tiết chế của Thiêm văn triều chính Hồ Đỗ. Phía ngoài liên kết chiến hạm của thủy quân, trên bờ thì quân bộ đóng, nhưng hai bên vẫn chưa giao chiến trận nào. Theo sách Minh thực lục, những viên tướng nhà Hồ đầu hàng nhà Minh là Mạc Thúy, Đặng Nguyên, Đỗ Duy Trung... đã báo cho Trương Phụ về kế hoạch phòng thủ của nhà Hồ, họ viết cho Trương Phụ rằng: Giặc dựa vào Đông Đô, Tây Đô; cùng sự hiểm trở của các sông Tuyên, sông Thao, sông Đà, sông Phú Lương. Đường huyết mạch từ phủ Tam Giang, qua bờ phía nam sông Đà, núi Tản Viên, đến phía nam sông Phú Lương, qua sông Ninh đi sang phía đông. Lại từ bờ bắc sông Phú Lương theo sông Hải Triều [sông Luộc], sông Hy, sông Ma Lao đến Bàn Than, núi Khốn Mai, dọc sông xây đồn. Ải Đa Bang cho xây thêm thành đất, đồn trại nối tiếp liên hoàn dài hơn 900 dặm; bắt hết dân các châu tại Giang Bắc trên 200 vạn, gồm nam phụ lão ấu vào, để trợ thanh thế. Phía nam sông Phú Lương đều đóng cọc gỗ; tập trung các thuyền bè trong vũng nước đằng sau cọc, các cửa sông cũng đóng cọc gỗ để đề phòng công kích. Giặc phòng bị nghiêm nhặt tại Đông Đô, thường bày voi trận, lính tráng dọc thành; rêu rao đông đến 700 vạn.

### Trận đánh ở bãi Thiên Mạc và bãi Mộc Hoàn
Ngày 2 tháng 12 âm lịch, người Minh chiếm được Việt Trì, bờ sông Mộc Hoàn (nay là xã Cổ Đô, huyện Ba Vì, Hà Nội) và chỗ đóng cọc ở sông Bạch Hạc (cửa sông Lô đổ vào sông Hồng). Tướng chỉ huy quân Tả Thánh Dực là Hồ Xạ không giữ nổi, phải dời hàng trận sang phía nam sông Cái. Đêm mồng 7 tháng 12 âm lịch, quân Minh cho khiêng thuyền ra bờ phía bắc bãi sông Thiên Mạc bị tướng nhà Hồ là Trần Đĩnh đánh bại. Tướng nhà Minh trừng phạt những người đã thoái lui để thua trận, binh lính quân Minh từ đó liều chết cố đánh, liều mạng lập công.
Sau thất bại ở Thiên Mạc, quân Minh chấn chỉnh lại đội ngũ, đánh được hai mặt sông Thao và sông Tuyên, đóng quân ở bờ bắc sông Thao, đối diện với thành Đa Bang. Đêm mồng 9 tháng 12 âm lịch, quân Minh đánh úp quân Hồ ở bãi Mộc Hoàn. Tướng Đại Ngu là Nguyễn Công Khôi mải nữ sắc không phòng bị, thuyền bị đốt gần hết, lặng im không nghe tiếng động của chiến trận. Các cánh thủy quân bên trên và bên dưới của nhà Hồ đều không đến cứu ứng, chỉ đứng từ xa xin Tả Tướng quốc Hồ Nguyên Trừng xem ai có thể thay giữ chỗ đó. Quân Minh liền vượt sông làm cầu phao để sang.

### Trận Đa Bang
Trương Phụ và Mộc Thạnh thấy các bãi sông đều có rào cọc chắn không tiến được, lại biết nhà Hồ chỉ trông vào thành Đa Bang để phòng thủ nên tập trung tấn công thành này làm bước quyết định cục diện mặt trận. Ngày 12 tháng 12 âm lịch năm 1406, quân Minh nhân đêm tối tiến công thành: Trương Phụ và Hoàng Trung đánh góc tây bắc, Mộc Thạnh và Trần Tuấn đánh mặt đông nam. Cánh Mộc Thạnh dùng thang mây đánh lên mặt thành, quân bị giết xác chất cao ngang mặt thành nhưng quân lính nhà Minh vẫn không ngừng tấn công, không dám dừng lại..
Tướng nhà Hồ là Nguyễn Tông Đỗ chỉ huy quân Thiên Trường đục thành lùa voi ra đánh. Quân Minh dùng hỏa tiễn bắn voi và dùng các hình vẽ sư tử phủ lên mình ngựa để voi sợ. Voi lùi lại, quân Minh nhân đấy đuổi theo hút vào trong thành, quân nhà Hồ thua to, các tướng nhà Hồ là Lương Dân Hiến và Thái Bá Nhạc tử trận. Quân Minh đánh chiếm được thành Đa Bang cùng 12 voi chiến và vô số binh khí, các quân dọc sông đều tan vỡ, lui giữ Hoàng Giang.
Theo sách Đại Việt thông sử, Trương Phụ chưa biết tính ra sao thì hàng tướng người Việt là Mạc Thúy và Đặng Nguyên vẽ bản đồ địa hình xin làm hướng đạo, dẫn Trương Phụ đem quân đánh úp Đông Kinh.. Ngày 13 tháng 12 âm lịch, được sự chỉ đường của Mạc Thúy, quân Minh dọc sông Phú Lương tiến xuống, đốt phá rào gỗ. Biết cơ sở chính của nhà Hồ ở Tây Đô – Thanh Hóa, quân Minh theo đường sông Phú Lương tiến đánh.
Người Minh tiến vào Đông Đô bắt con gái, cướp ngọc lụa, thống kê lương chứa, chia quan làm việc, chiêu tập dân xiêu tán, tính kế lâu dài. Họ tiến hành thiến hoạn nhiều con trai nhỏ tuổi người Việt, thu hết tiền người Việt lưu hành, đưa về Kim Lăng.

### Trận Mộc Phàn
Đến tháng 2 năm 1407, Tả Tướng quốc Hồ Nguyên Trừng tiến quân đến sông Lô. Ngày 20 tháng 2 âm lịch năm 1407 hai bên đụng độ nhau ở 2 bờ sông. Theo Minh sử, quân Hồ có 500 chiến thuyền, còn quân Minh đánh theo cả hai đường thủy bộ. Kết quả quân Đại Ngu bị thua, mất 100 thuyền chiến và 10.000 binh lính, phải lui về Muộn Hải.
Theo Việt Nam sử lược: Qua tháng 3 năm Đinh Hợi (1407) Mộc Thạnh biết rằng con trưởng Hồ Quý Ly là Hồ Nguyên Trừng đóng ở Hoàng Giang, bèn đem thủy lục cùng tiến lên đến hạ trại ở sông Mộc Phàm (ở làng Mộc Phàm, huyện Phú Xuyên tiếp với Hoàng Giang). Hồ Nguyên Trừng đem 30 chiếc thuyền ra đánh bị quân Mộc Thạnh ở hai bên bờ sông đánh ụp lại. Nguyên Trừng thua chạy về cửa Muộn Hải (ở Giao Thủy, Nam Định). Bấy giờ tướng nhà Hồ là Hồ Đỗ và Hồ Xạ cũng bỏ bến Bình Than(ở làng Trần Xá, huyện Chí Linh, Hải Dương) chạy về cửa Muộn Hải để cùng với Nguyên Trừng tìm kế phá giặc; nhưng quân Minh sực đến, lại bỏ chạy ra giữ cửa Đại An (thuộc phủ Nghĩa Hưng bây giờ). Quân Minh ở Muộn Hải phải bệnh, lui về đóng ở bến Hàm Tử, để đợi quân Hồ lên sẽ đánh.
Quân Minh bắt được hơn trăm người, trong đó có các tướng nhà Hồ và đem ra chém hết, quân Đại Ngu thất bại, lui về giữ Cửa Muộn. Hồ Quý Ly và Hán Thương đều trở về Thanh Hóa. Dân vùng Kinh Lộ (từ Thanh Hóa trở ra Bắc) phần nhiều theo nhà Minh làm phản để chống lại nhà Hồ. Hồ Đỗ, Hồ Xạ bỏ Bình Than qua Thái Bình, Đại Toàn, đến cửa Muộn, hợp sức đắp lũy, đúc hỏa khí đóng thuyền chiến. Quyên mộ tiền của, ai đóng góp đều được phong tước, con trai được lấy con gái nhà tôn thất. Viên thị trung Trần Nguyên Chỉ cùng công chúa Thiên Huy dẫn nhân dân tránh loạn ra Đồ Sơn, trung thư lệnh Trần Sư Hiền cùng công chúa Thiên Gia ngược dòng sông Cái đến đầu hàng quân Minh. Người Kiến Hưng là Nguyễn Nhật Kiêm tụ tập bè đảng giết chết Trấn phủ sứ Phan Hòa Phủ rồi đầu hàng quân Minh.
Tướng chỉ huy quân Thần Đinh Ngô Thành nhân gió theo nước triều lên tiến đánh, đột kích đến Giao Thủy. Trương Phụ, Mộc Thạnh chia quân ra hai bên bờ sông chặn đánh. Ngô Thành thế cô bị hãm trận chết, được truy tặng Kiêu vệ tướng quân. Hai bên đối lũy nhau, ngày đêm đánh nhau, vì nắng mưa, dịch bệnh, bùn lầy ẩm ướt, quân Minh khó ở bèn dời đến cửa Hàm Tử, lập doanh trại phòng bị nghiêm ngặt. Tả Tướng quốc Hồ Nguyên Trừng cũng dời đến Hoàng Giang, đón Hồ Quý Ly và Hồ Hán Thương từ Thanh Hóa ra. Bây giờ người miền kinh lộ trước theo quân Minh, nay bị họ sai khiến và mất nhiều gia thuộc, mang lòng oán hận, lại kéo đến cửa quân nhà Hồ để xin đánh quân Minh.

### Trận Hàm Tử
Ngày 13 tháng 3 năm 1407, quân nhà Hồ tiến tới cửa Hàm Tử. Khi ấy Hồ Xạ biết người Minh có mai phục, không chịu tiến quân. Hồ Đỗ sai người đến trách, Hồ Xạ liền tập hợp 7 vạn quân thủy bộ nói phao là 21 vạn tấn công quân Minh. Hồ Xạ và Trần Đĩnh chỉ huy quân bộ ở bờ nam; Đỗ Nhân Giám, Trần Khắc Trang chỉ huy quân bộ ở bờ bắc; Nguyễn Công Chửng chỉ huy 100 chiến thuyền làm tiên phong. Hồ Trừng và Hồ Đỗ ở trong doanh Đỗ Mãn, Hồ Vấn chỉ huy quân thủy. Người Minh chia hai mặt thủy bộ xông ra. Quân hai bên bờ sông của họ Hồ quay ngược giáo nhảy xuống chết, chỉ có thủy quân thoát được. Nhưng các thuyển chiến và thuyền chở lương đều bị chìm, không một người nào sống sót về được. An phủ sứ Bắc Giang Nguyễn Hy Chu bị Trương Phụ bắt sống, Hy Chu chửi Phụ là giặc tàn bạo, bị Phụ giết. Minh sử ghi rằng hàng chục ngàn quân nhà Hồ bị chém đầu, nước sông đỏ máu.
Theo sử liệu Trung Quốc, nhà Hồ huy động lực lượng đáng kể (70.000 quân) và nhiều chiến thuyền kéo dài trên sông đến năm cây số. Mặc dù quân Hồ cũng sử dụng súng chống trả, nhưng hỏa lực quân Minh vẫn đủ sức tạo chiến thắng, với 10.000 lính Việt tử trận. Hồ Quý Ly và Hồ Hán Thương cùng các tướng vượt biển về Thanh Hóa.

### Đại Ngu thất bại

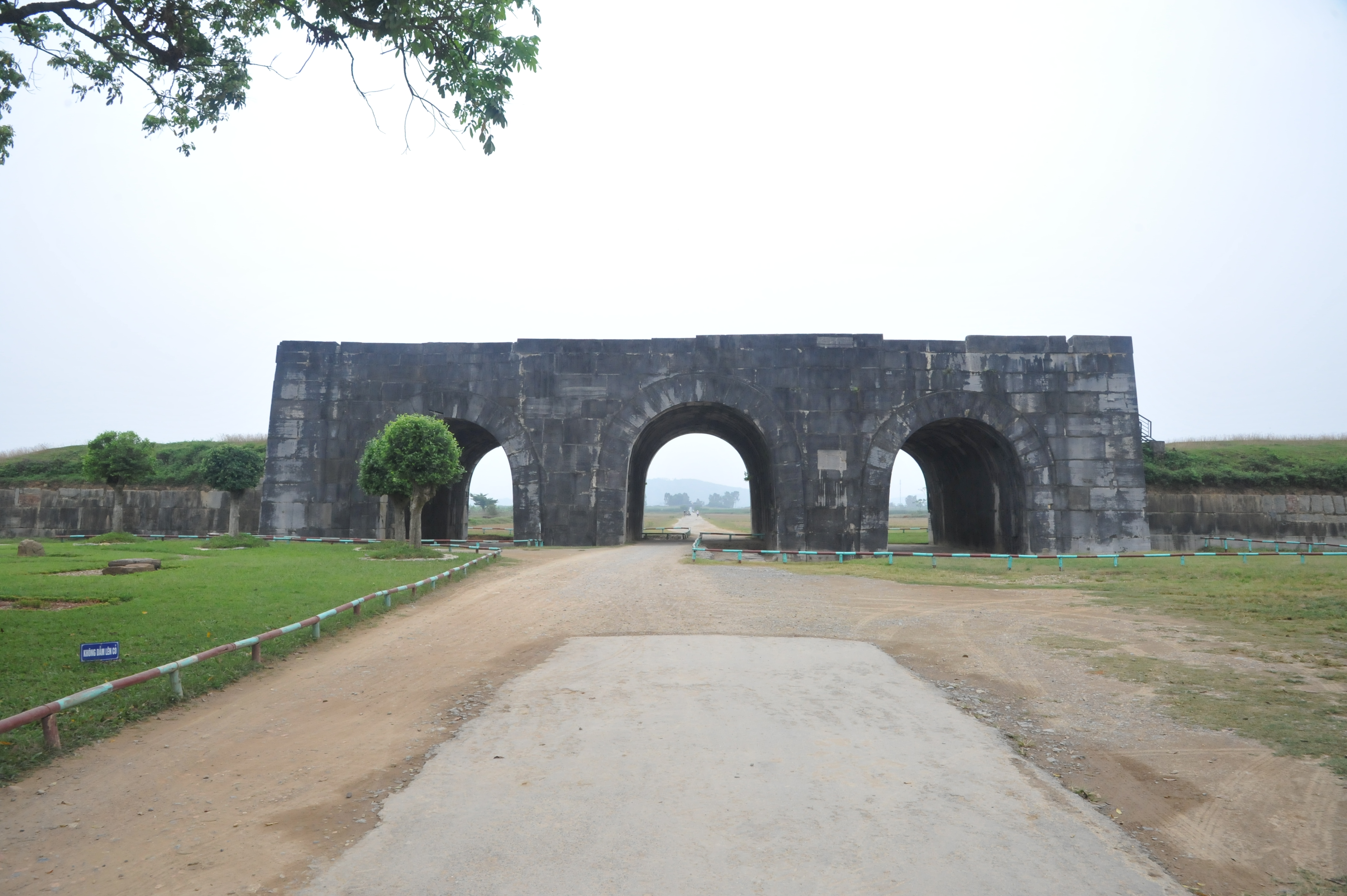
Cổng Nam thành nhà Hồ ở Thanh Hóa.

Sau khi quân Minh chiếm được vùng từ Ninh Bình ra Bắc, nhà Hồ chỉ còn giữ được những vùng đất từ Thanh Hóa trở vào. Tháng 4, năm 1407 nhà Minh xuống chiếu cho tìm khắp nơi con cháu họ Trần lập làm quốc vương. Các ngụy quan và bô lão miền kinh lộ người Việt nhiều lần nói là đã bị họ Lê giết hết cả, không còn ai có thể nối dõi nhà Trần được nữa. Họ tâu rằng nước An Nam vốn là đất Giao Châu, xin được trở lại làm quận huyện như xưa để cùng các nha môn vệ, sở, phủ, châu, huyện. Nhà Minh cho Đô chỉ huy Lữ Nghị giữ đô ty, Bắc Kinh hành bộ Thượng
thư Hoàng Phúc giữ hai ty Bố chính và Án sát, lại cấm sai phái và ngừng thu các loại thuế 3 năm.
Hồ Quý Ly thua chạy vào nam, bị quân Minh đuổi gấp, định dùng hậu phương mới chiếm được từ Chiêm Thành để kháng cự, bèn viết thư cho Hoàng Hối Khanh đang trấn thủ Thăng Hoa, sai lấy một phần ba số dân Việt di cư khi trước mới đến khẩn hoang ở Thăng Hoa, gộp với quân lính địa phương làm quân "cần vương" giao cho Nguyễn Lỗ, lại phong cho hoàng tử nước Chiêm cũ là Chế Ma Nô Đà Nan làm Thăng Hoa quận vương để vỗ về dân Chiêm tại đây. Tuy nhiên, vua Chiêm Thành là Ba Đích Lại nhân lúc Đại Ngu bị quân Minh đánh bại cũng cất quân bắc tiến, lần lượt chiếm lại vùng đất vốn bị nhà Hồ chiếm năm 1402. Quân Chiêm đánh chiếm châu Tư, Nghĩa và tiến lên đánh Thăng, Hoa. Dân bản địa phủ Thăng Hoa tan rã bỏ chạy, Chế Ma Nô Đà Nan tử trận, Hoàng Hối Khanh không chống nổi quân Chiêm phải rút về Hóa châu.
Ngày 23 tháng 4 âm lịch, quân Minh đánh vào Lỗi Giang, quân nhà Hồ không đánh mà tan. Ngày 29, quân Minh đánh vào cửa biển Điển Canh, thủy quân nhà Hồ tự tan vỡ. Hai cha con họ Hồ định lánh đến Thâm Giang nhưng không thành. Tướng Ngụy Thức xin hai cha con họ Hồ tự thiêu:
"Nước đã sắp mất, bậc vương giả không chết bởi tay kẻ khác".
Quý Ly không nghe, nổi giận, chém chết Ngụy Thức rồi bỏ chạy vào Tân Bình. Đến Kỳ La thuộc Tân Bình, có bô lão nói rằng đất này không lành, không nên ở, Hồ Quý Ly bèn chém chết ông lão. Ngày 5 tháng 5 âm lịch, quân Minh đánh vào cửa biển Kỳ La (huyện Kỳ Anh, tỉnh Hà Tĩnh ngày nay). Hàng tướng người Việt là Nguyễn Đại bắt được Hữu Tướng quốc Hồ Quý Tỳ (em Thượng hoàng Quý Ly).
Ngày 11 âm lịch (16 tháng 6), quân Minh đánh vào Vĩnh Ninh. Vương Sài Hồ bắt được Hồ Quý Ly ở ghềnh Chẩy Chẩy; Lý Bân bắt được Hồ Nguyên Trừng ở cửa biển Kỳ La.
Ngày 12 âm lịch (17 tháng 6), bộ tướng của Mạc Thúy là Nguyễn Như Khanh bắt được Hồ Hán Thương và Thái tử Hồ Nhuế ở núi Cao Vọng (Kỳ Anh, Hà Tĩnh).
Hồ Đỗ, Phạm Lục Tài, Nguyễn Ngạn Quang, Đoàn Bồng đều bị bắt. Còn các viên quan Trần Nhật Chiêu, Nguyễn Phi Khanh, Nguyễn Cẩn, Đỗ Mãn đều đã đầu hàng từ trước. Duy có Hành khiển Tham tri chính sự Ngô Miễn, Trực trưởng Kiều Biểu nhảy xuống nước chết.
Khi Miễn chết, vợ là Nguyễn thị ngửa mặt lên trời than rằng: Chồng ta thờ chúa, một đời ăn lộc, ngày nay giữ tiết nghĩa mà chết, thế là chết xứng đáng,còn oán hận gì nữa? Nếu thiếp muốn sống cho qua ngày, chẳng lẽ lại không còn chỗ đến nữa hay sao ? Nhưng đạo chồng, ơn vua, một chốc mà phụ bạc thì thiếp không nỡ nào! Chi bằng, xin theo nhau! Nói xong cũng nhảy xuống nước chết. Nhà Hồ đến đây thất bại và chấm dứt triều đại của mình.

## Chính sách củanhà Minhsau cuộc chiến
Hai cha con họ Hồ đã thất bại, viên quan người Việt Phạm Thế Căng trở về Tân Bình, đón hàng người Minh ở Nghệ An nhận chức Tri phủ của Trương Phụ, cướp bóc của dân rồi trở về. Chiêm Thành lại chiếm cứ Thăng Hoa, rồi sang cướp Hóa Châu. Đặng Tất xin với Phụ cho làm quan để cai quản Hóa Châu, Chiêm Thành dẫn quân rút về. Đặng Tất sai người đưa Hoàng Hối Khanh về, đến cửa biển Đan Thai thì Hối Khanh tự vẫn. Trương Phụ đem thủ cấp của Khanh ra bêu ở chợ Đông Đô.
Người Minh lùng tìm những người ẩn dật ở rừng núi, người có tài có đức, thông minh chính trực, giỏi giang xuất chúng, thông kinh giỏi văn, học rộng có tài, quen thuộc việc quan, chữ đẹp tính giỏi, nói năng hoạt bát, hiếu để lực điền, tướng mạo khôi ngô, khỏe mạnh dũng cảm, quen nghề đi biển, khéo các nghề nung gạch, làm hương... lục tục đưa dần bản thân họ về Kim Lăng, trao cho quan chức, rồi cho về nước làm quan phủ, châu, huyện. Những người có tiếng tăm một chút đều hưởng ứng. Duy chỉ có vài người Việt là Bùi Ứng Đẩu, Lý Tử Cấu... đều lui ẩn không chịu ra phục vụ nhà Minh.
Hồ Nguyên Trừng có tài được thu dụng, còn cha con Hồ Quý Ly và Hồ Hán Thương bị đày ra Quảng Tây. Trong số những quan lại nhà Hồ bị bắt, vua Minh giả cho một số người làm thị lang, tham chính các nơi xa, nhưng trên đường đi sai người trừ khử.
Trương Phụ cho là Nguyễn Đại có công trong việc bắt hai cha con họ Hồ, trao cho chức Giao Chỉ Đô chỉ huy sứ. Đại kiêu căng ra mặt, lại ngầm có chí làm phản. Phụ bèn giết đi. Tháng 8, năm 1407, Trương Phụ và Mộc Thạnh đem quân về, lưu lại Đô ty Lữ Nghị, Thượng thư Hoàng Phúc để trấn giữ (Phúc người Xương Ấp, tỉnh Sơn Đông). Nhà Hồ và nước Đại Ngu mất chỉ sau 7 năm tồn tại. Nhà Minh từ năm 1407 đã tự đặt Đại Ngu trở thành quận Giao Chỉ của Trung Quốc, sử gia hiện đại Trần Trọng Kim gọi là Bắc thuộc lần 4,trong vòng 20 năm, nhưng các chính quyền của người Việt sau này chưa bao giờ thừa nhận điều đó, họ coi sự chiếm đóng của quân Minh mang tính chất tạm thời, không có giá trị pháp lý bằng cách phủ nhận tính chính thống của nhà Hồ, coi nhà Hậu Trần (1407-1414) là triều đại chính thống.

## Nguyên nhân thất bại củanhà Hồ

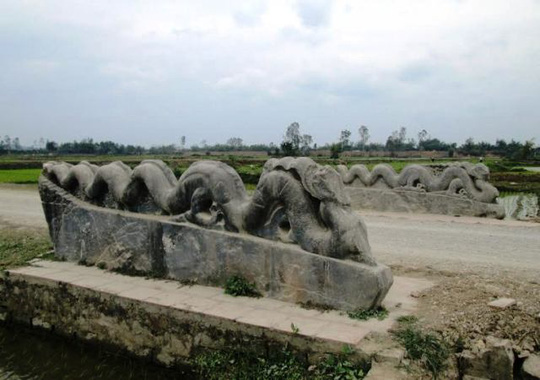
Đôi rồng đá bị mất đầu ở thành nhà Hồ.

Sử quan biên soạn sách Đại Việt sử ký toàn thư cho rằng: Họ Hồ giết Trần Thuận Tông mà cướp lấy nước, những người như Trần [Nguyên] Hãng, Trần Khát Chân mưu giết mà không được. Sau khi họ chết, trong khoảng 7, 8 năm, không còn ai có thể làm được việc ấy nữa. [Họ Hồ] tự cho là người trong nước không còn ai dám làm gì nữa. Nhưng bọn loạn thần tặc tử thì ai ai cũng có thể giết chết chúng được và trời cũng không một ngày nào tha trừng phạt chúng dưới gầm trời này! Người trong nước giết chúng không được thì người nước láng giềng có thể giết, người nước láng giềng giết không được thì người Di người Địch có thể giết. Vì thế người Minh mới có thể giết được chúng. Còn như người Minh giả nhân giả nghĩa, sát hại sinh linh thì chính là một bọn giặc tàn bạo. Cho nên Thái Cao Tổ Hoàng Đế [chỉ Lê Lợi] ta lại có thể tiêu diệt được bọn chúng. Than ôi, bọn phạm tội đại ác làm sao trốn được sự trừng phạt của trời? Đạo trời rõ ràng như vậy, đáng sợ thay.
Theo K.W Taylor: Vào cuối thế kỷ 14 Hồ Quý Ly đã kiểm soát triều Trần và năm 1400 tự lập triều đại riêng. Trong khi nhà Trần là người thuộc đồng bằng sông Hồng, Hồ Quý Ly là người từ Thanh Nghệ, và ông xây một thủ đô mới ở Thanh Hóa. Việc ông không giành được sự trung thành của vùng Đông Kinh là một yếu tố quan trọng trong việc nhà Hồ không chống nổi cuộc xâm lược của nhà Minh năm 1406 – 1407, thời điểm khi Hồ Quý Ly từ bỏ phần lớn khu vực Đông Kinh và tìm cách phòng thủ bờ nam của sông Hồng. Có nhiều bằng chứng cho thấy đa số sĩ phu của Đông Kinh sẵn sàng chấp nhận sự cai trị của quân Minh và rằng nhiều thế gia vọng tộc ở khu vực này, đặc biệt là họ Mạc đã trung thành phục vụ quân Minh. Năm 1407 người Minh nói hơn 1100 nhân vật có thế lực địa phương bày tỏ sự trung thành với nhà Minh và yêu cầu vùng đất của họ sáp nhập vào đế chế Trung Hoa. Tài liệu của nhà Minh ghi lại rằng hơn 9000 người địa phương sau đó đã đến thủ đô nhà Minh để được sắc phong làm quan chức cấp tỉnh. Hiệu lực của sự cai trị của nhà Minh đã không thể xảy ra nếu không có sự chấp nhận và tham gia với mức độ lớn của người địa phương.
Theo nhà nghiên cứu Sun Lai Chen: Nhà Minh đã huy động các vị tướng và binh lính thiện chiến nhất cho chiến dịch tấn công Đại Việt. Để đối phó với hỏa khí của Đại Việt, vua Minh Thành Tổ ra lệnh sản xuất các khiên lớn và dày. Ông ra lệnh không được để lộ kỹ thuật làm súng cho đối phương, phải bảo đảm là khi rút quân, súng "phải được đếm theo số hiệu và không để một khẩu súng nào thất lạc." Trong số 215.000 quân Minh tham gia chiến dịch viễn chinh, khoảng 21.000 lính thuộc khẩu đội được vũ trang bằng súng. Đại Việt dưới thời Hồ Quý Ly đã chuẩn bị cho khả năng bị xâm lăng từ sớm, và huy động một lực lượng quân đội lớn chưa từng thấy. Tuy vậy, chế độ nhà Hồ sụp đổ nhanh chóng. Lý do, bên cạnh các yếu tố khác như bất mãn của tầng lớp quý tộc và dân chúng trong nước, sai lầm chiến lược, còn là ưu thế quân sự, bao gồm súng đạn, của nhà Minh.
Theo Lê Quý Đôn viết trong sách Kiến văn tiểu lục: Khi quân Minh sang xâm lấn. Quý Ly cho đắp thành Đa Bang (nay xã Cổ Pháp, huyện Tiên Phong) để giữ vững lấy phía Tây sông Nhị (sông Hồng). Viên hàng tướng người Chiêm Bố Đông nói: Nên chọn quân tinh nhuệ đánh ngay ở trên biên cảnh, đừng để giặc vào đất bằng, chúng sẽ cậy có trường binh mà thông suốt được huyết mạch trong nước. Các tướng không nghe, thành ra Trương Phụ kéo quân đến Tiên Phúc, đi tắt lên Bạch Hạc, hội họp với Mộc Thạnh, phá tan thành Đa Bang rồi thuận theo dòng nước đi xuống, không sao chống đỡ được. 
Theo Hoàng Cao Khải, một đại thần Đại Nam (nhà Nguyễn) thân Pháp viết trong tác phẩm Việt sử yếu: Hồ là một người có tài, nhưng vô hạnh. Những đã là vô hạnh, thì không thể gọi là tài được.... Quý Ly, vì vô hạnh đã thoán đoạt ngôi nhà Trần, đã sát hại tông tộc họ Trần, rồi sai sứ sang Minh nói dối là: chính thống nhà Trần đã bị tuyệt diệt. Quý Ly xin lấy tư cách là người cháu ngoại họ Trần xin được tạm quyền trông coi việc nước. Sau đó Quý Ly cắt 49 làng thuộc vùng Cổ Lâu hối lộ cho nhà Minh. Vì tin như vậy, cho nên đã phong cho họ Hồ làm An Nam quốc vương.

## Hậu quả
- Đối với nước Việt, theo sử gia Lê Quý Đôn viết trong sách Đại Việt thông sử:

Từ khi người Minh đô hộ nước ta, chánh sự phiền toái; thuế má nặng nề; quan tham lại nhũng; cấm dân nấu muối trồng rau; bắt dân xuống biển tìm ngọc châu; phá núi lấy vàng; những sản phẩm quý giá như: ngà voi, sừng tê, cánh chim chả, cùng các thứ hương, chúng đều vơ vét hết. Sau lại bắt dân đắp 10 thành trong 10 Quận để đóng quân; chúng lại khéo dụ dỗ các người hào kiệt, đưa vào triều đình Trung Hoa làm quan, cốt là an trí ở nước Tàu vậy. Bởi vậy nhân dân nước ta không trừ một ai, thấy đều sầu thảm oán giận.
- Trong Bình Ngô đại cáo của Nguyễn Trãi:

Nhân họ Hồ chính sự phiền hà,
Để trong nước lòng dân oán hận.
Quân cuồng Minh thừa cơ gây họa,
Bọn gian tà bán nước cầu vinh.
Nướng dân đen trên ngọn lửa hung tàn,
Vùi con đỏ xuống dưới hầm tai vạ.
Dối trời lừa dân đủ muôn ngàn kế,
Gây binh kết oán trải hai mươi năm.
Bại nhân nghĩa nát cả đất trời,
Nặng thuế khoá sạch không đầm núi.
Người bị ép xuống biển còng lưng mò ngọc, ngán thay cá mập thuồng luồng.
Kẻ bị đem vào núi đãi cát tìm vàng, khốn nỗi rừng sâu, nước độc.
Vét sản vật, bắt chim trả, chốn chốn lưới chăng,
Nhiễu nhân dân, bẫy hươu đen, nơi nơi cạm đặt.
Tàn hại cả giống côn trùng cây cỏ,
Nheo nhóc thay kẻ goá bụa khốn cùng.
Thằng há miệng, đứa nhe răng, máu mỡ bấy no nê chưa chán;
Nay xây nhà, mai đắp đất, chân tay nào phục dịch cho vừa.
Nặng nề những núi phu phen,
Tan tác cả nghề canh cửi.
Độc ác thay, trúc Nam Sơn không ghi hết tội,
Dơ bẩn thay, nước Đông Hải không rửa sạch mùi.
Lẽ nào trời đất dung tha,
Ai bảo thần nhân chịu được?